# Melastiza scotica
Melastiza scotica är en svampart som beskrevs av Graddon 1961. Melastiza scotica ingår i släktet Melastiza och familjen Pyronemataceae.   Inga underarter finns listade i Catalogue of Life.